# Renault Scénic IV
Le Scénic de quatrième génération est un monospace compact produit par le constructeur automobile français Renault de 2016 à 2023. Ce modèle succède à la troisième génération de Renault Scénic, dont la première génération a été lancée en 1996.

## Présentation
Le Scénic IV (nom de code en interne : JFA) est dévoilé au Salon de Genève 2016,. Il s'inspire du concept car Renault R-Space présenté en 2011 au même salon.
Le 30 novembre 2015, le Scénic IV est surpris en phase de développement dans les rues de Paris par un journaliste.
Le 23 février 2016, la première photo officielle du Scénic est dévoilée sur Internet.
Il tente de réinventer le genre du monospace compact, vingt ans après l'apparition du premier modèle. Sa carrosserie évoque celle des SUV, alors plus tendances, ce qui explique ses protections de bas de portes, sa couleur bi-ton ainsi que ses grandes roues (jantes de 20 pouces montés de pneus Tall & Narrow). De l'univers du monospace, on retrouve le capot court, la ceinture de caisse haute et la ligne de pavillon abaissée qui musclent son style. Notamment, la face avant est marquée par un pare-brise panoramique dont les vitres latérales améliorent la visibilité sur les côtés.
Le design de cette quatrième génération est signé Jérémie Sommer (pour l'extérieur) et Maxime Pinol (pour l'intérieur).
Le 24 mai 2016, Renault dévoile les photos officielles du Grand Scénic IV disposant de 7 places, dont le nom de code en interne est RFA.
Le 30 mai 2017, Renault présente la finition haut de gamme du Scénic et Grand Scénic : Initiale Paris.

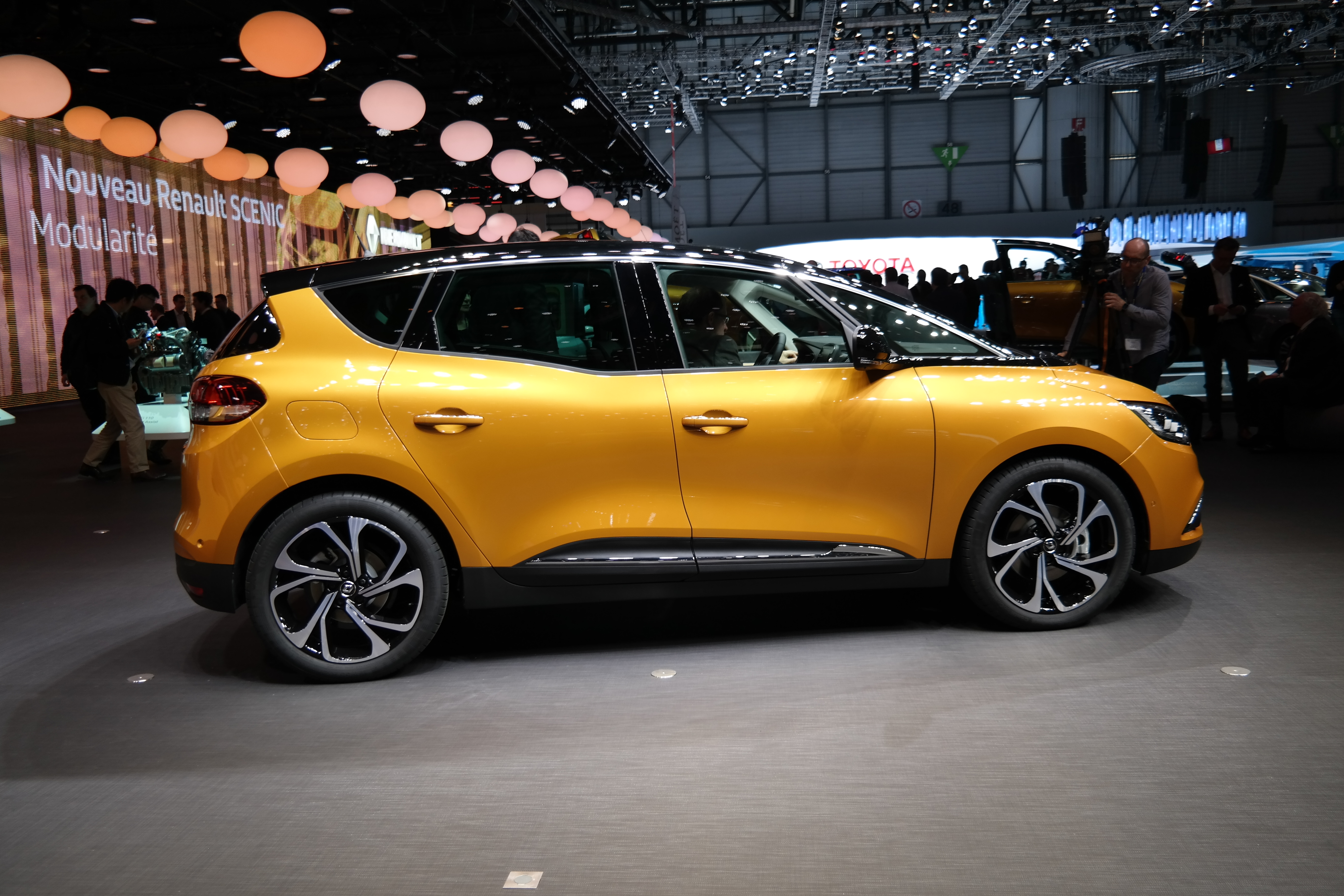
Renault Scénic IV
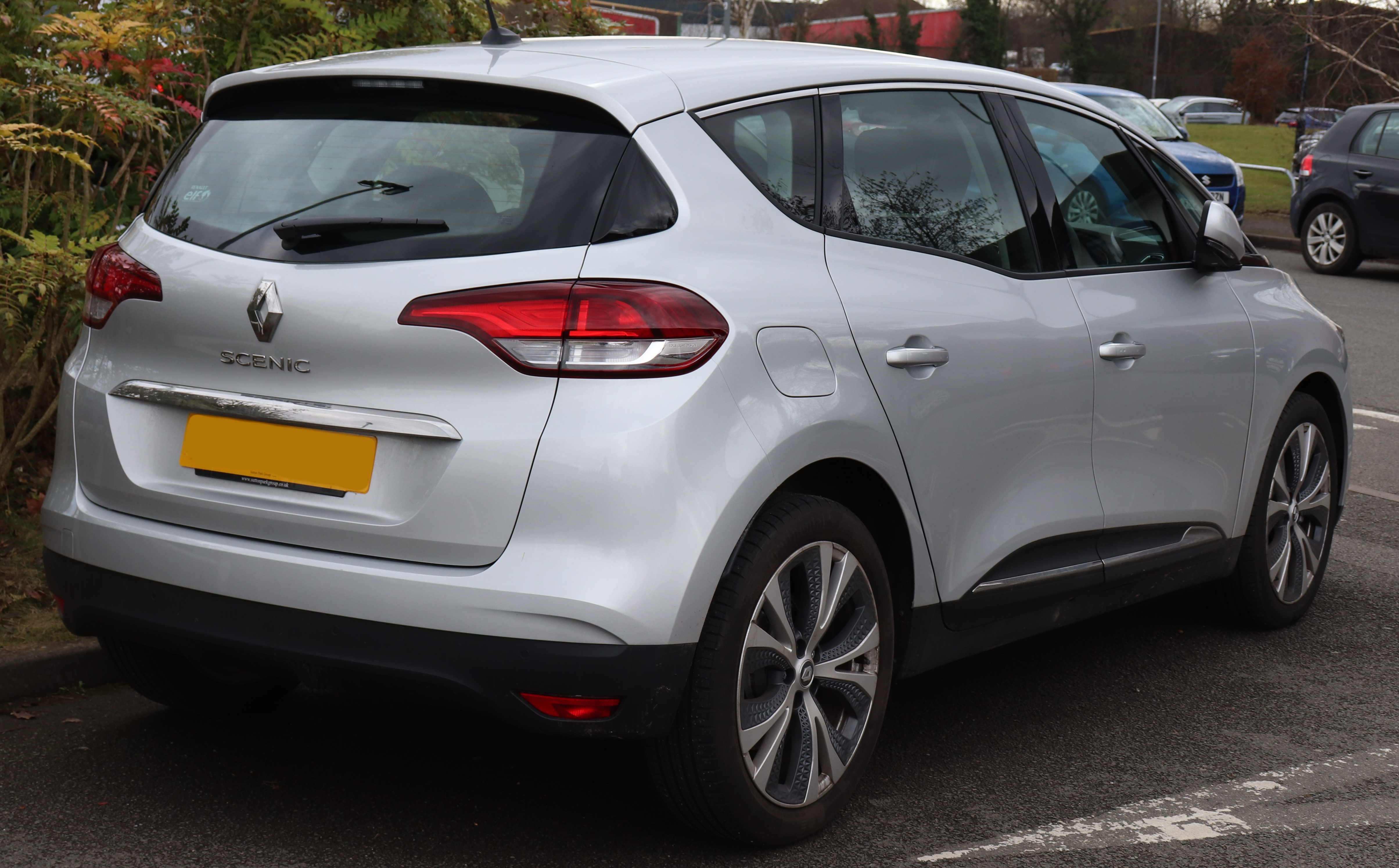
Renault Scénic IV
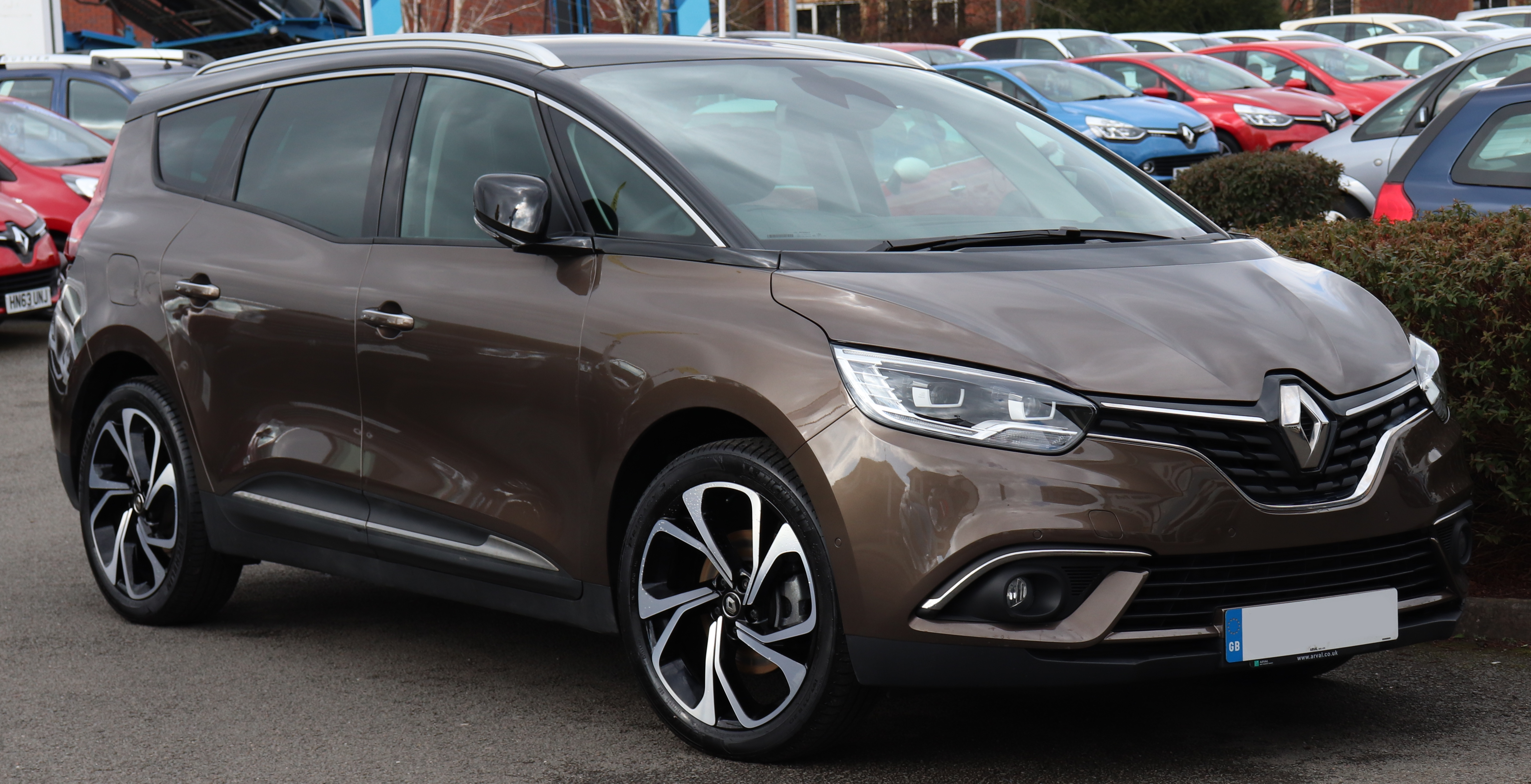
Renault Grand Scénic IV
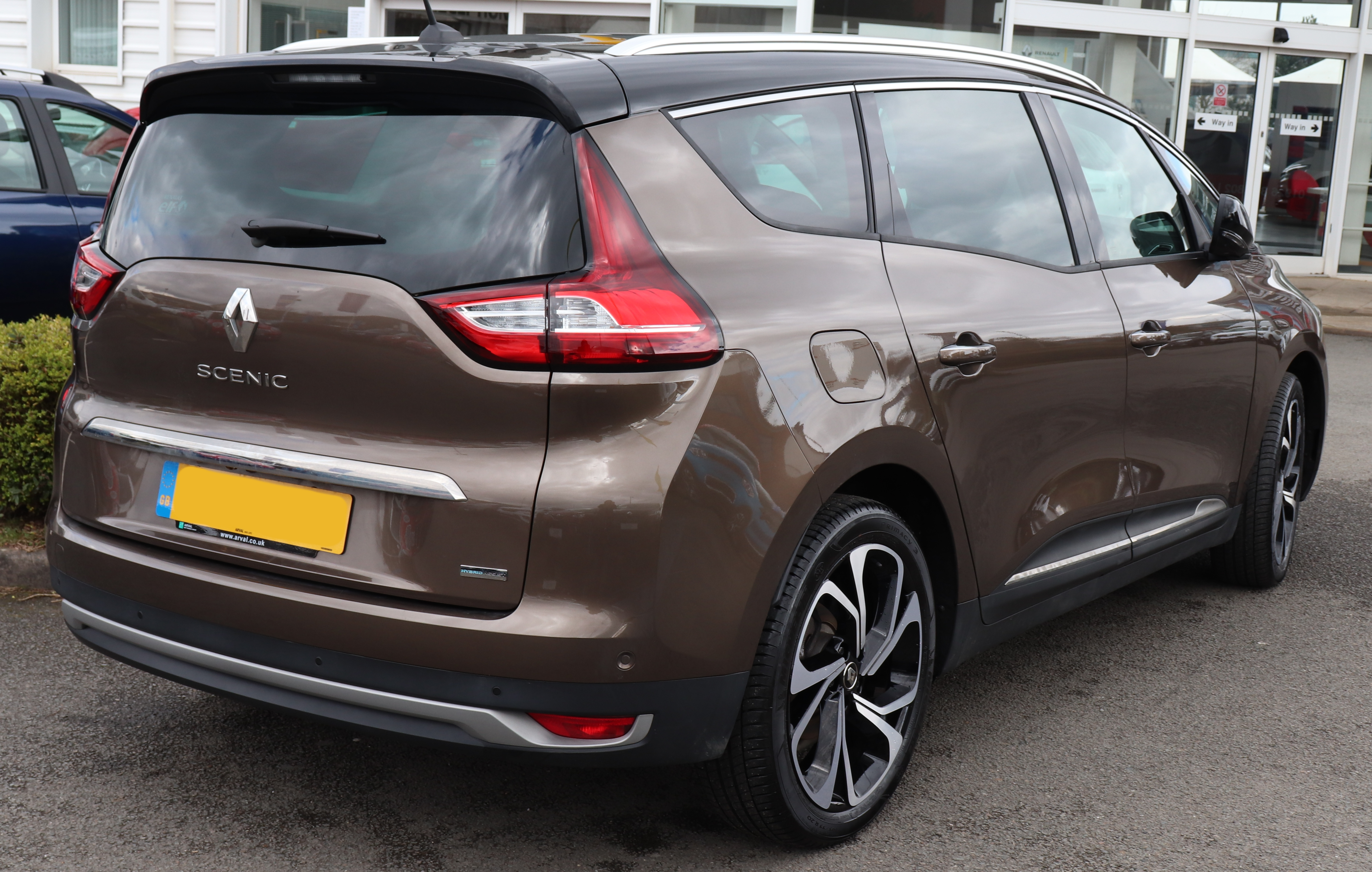
Renault Grand Scénic IV
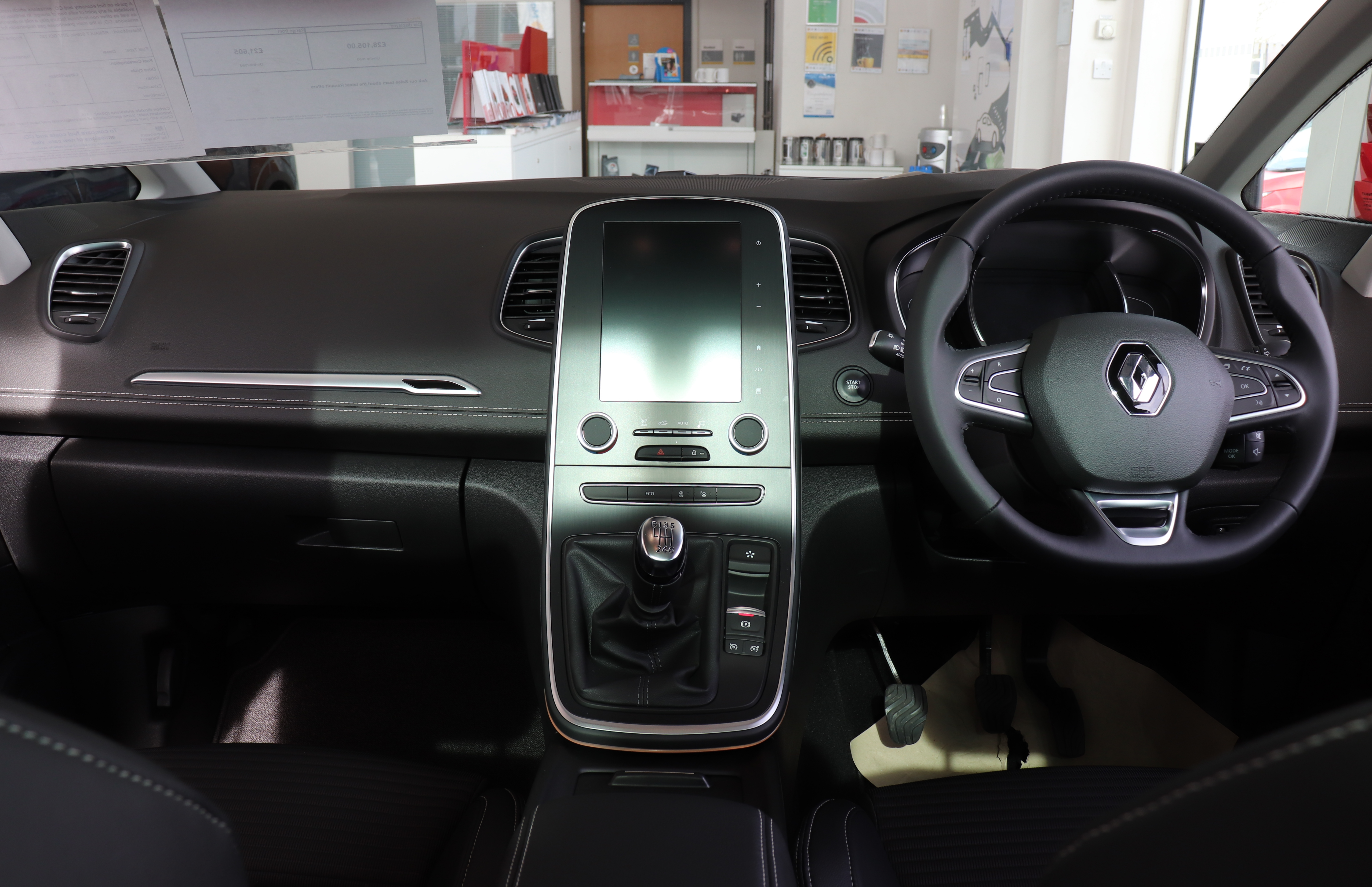
Intérieur

### Phase 2
En octobre 2020, Renault présente un léger restylage du Renault Scénic IV.
En 2021, les moteurs diesel disparaissent sur toute la gamme Scénic.
En mai 2022, les tarifs augmentent de 1 000 € uniquement pour le Grand Scénic, portant le premier prix de cette version en France à 36 000 €.
Le Scénic court cesse d'être produit en juillet 2022. Renault prévoit d'arrêter la production du Grand Scénic début 2023,. Ce dernier subsiste quelques mois de plus grâce à son offre 7 places et à ses ventes, qui en fin de carrière ont dépassé celles de la version courte.

## Caractéristiques techniques
Il dérive de la Mégane IV et repose sur la plate-forme CMF-C utilisée par les Renault Espace V, Nissan Pulsar et Renault Kadjar.

### Motorisations
- Au lancement :

|                                                      | 1.2 TCe 115          | 1.2 TCe 130          | 1.5 dCi 95           | 1.5 dCi 110          | 1.5 dCi 110                             | 1.5 dCi 110 Hybrid Assist | 1.6 dCi 130          | 1.6 dCi 160 EDC                         |
| Dénomination moteur                                  | H5Ft                 | H5Ft                 | K9K                  | K9K                  | K9K                                     | K9K                       | R9M                  | R9M                                     |
| ---------------------------------------------------- | -------------------- | -------------------- | -------------------- | -------------------- | --------------------------------------- | ------------------------- | -------------------- | --------------------------------------- |
| Carburant                                            | Essence              | Essence              | Diesel               | Diesel               | Diesel                                  | Diesel                    | Diesel               | Diesel                                  |
| Moteur                                               | 4-cylindres en ligne | 4-cylindres en ligne | 4-cylindres en ligne | 4-cylindres en ligne | 4-cylindres en ligne                    | 4-cylindres en ligne      | 4-cylindres en ligne | 4-cylindres en ligne                    |
| Cylindrée (cm³)                                      | 1 198                | 1 198                | 1 461                | 1 461                | 1 461                                   | 1 461                     | 1 600                | 1 600                                   |
| Puissance maxi ch (kW)                               | 116 (85)             | 130 (96)             | 95 (70)              | 110 (81)             | 110 (81)                                | 110 (81)                  | 130 (96)             | 160 (118)                               |
| au régime de (tr/min)                                | 4 500                | 5 500                | 4 000                | 4 000                | 4 000                                   | 4 000                     | 4 000                | 4 000                                   |
| Couple maxi (N m)                                    | 190                  | 205                  | 240                  | 260                  | 260                                     | 260                       | 320                  | 360                                     |
| au régime de (tr/min)                                | 2 000                | 2 000                | 1 750                | 1 750                | 1 750                                   | 1 750                     | 1 750                | 1 750                                   |
| Boîte de vitesses                                    | Manuelle 6 rapports  | Manuelle 6 rapports  | Manuelle 6 rapports  | Manuelle 6 rapports  | Robotisée 7 rapports à double embrayage | Manuelle 6 rapports       | Manuelle 6 rapports  | Robotisée 6 rapports à double embrayage |
| Vitesse maxi (km/h)                                  | 185                  | 190                  | 175                  | 183                  | 183                                     | 184                       | 190                  | 200                                     |
| 0-100 km/h (s)                                       | 12.3                 | 11.4                 | 13.7                 | 12.4                 | 12.4                                    | nc                        | 11.4                 | 10.7                                    |
| Consommation (en L/100 km) urbain/extra-urbain/mixte | 7.2/5.0/5.8          | 7.2/5.0/5.8          | 4.2/3.7/3.9          | 4.2/3.7/3.9          | 4.2/3.9/4.0                             | 4.0/3.4/3.6               | 5.1/4.1/4.5          | 5.0/4.3/4.5                             |
| Masse à vide (kg EU)                                 | 1 430                | 1 430                | 1 430                | 1 430                | 1 518                                   | 1 527                     | 1 540                | 1 540                                   |
| Émissions de CO2 (en g/km)                           | 129                  | 129                  | 100                  | 100                  | 104                                     | 94                        | 116                  | 118                                     |

- À partir de 2017 :

|                                                      | 1.3 TCe 115          | 1.3 TCe 140          | 1.3 TCe 140                             | 1.3 TCe 160          | 1.3 TCe 160                             | 1.5 dCi 95           | 1.5 dCi 110          | 1.5 dCi 110                             | 1.5 dCi 110 Hybrid Assist | 1.6 dCi 130          | 1.6 dCi 160 EDC                         |       |
| Dénomination moteur                                  | H5Ht                 | H5Ht                 | H5Ht                                    | H5Ht                 | H5Ht                                    | K9K                  | K9K                  | K9K                                     | K9K                       | R9M                  | R9M                                     |       |
| ---------------------------------------------------- | -------------------- | -------------------- | --------------------------------------- | -------------------- | --------------------------------------- | -------------------- | -------------------- | --------------------------------------- | ------------------------- | -------------------- | --------------------------------------- | ----- |
| Carburant                                            | Essence              | Essence              | Essence                                 | Essence              | Essence                                 | Diesel               | Diesel               | Diesel                                  | Diesel                    | Diesel               | Diesel                                  |       |
| Moteur                                               | 4-cylindres en ligne | 4-cylindres en ligne | 4-cylindres en ligne                    | 4-cylindres en ligne | 4-cylindres en ligne                    | 4-cylindres en ligne | 4-cylindres en ligne | 4-cylindres en ligne                    | 4-cylindres en ligne      | 4-cylindres en ligne | 4-cylindres en ligne                    |       |
| Cylindrée (cm³)                                      | 1 330                | 1 330                | 1 330                                   | 1 330                | 1 330                                   | 1 461                | 1 461                | 1 461                                   | 1 461                     | 1 600                | 1 600                                   |       |
| Puissance maxi ch (kW)                               | 116 (85)             | 140 (103)            | 140 (103)                               | 163 (120)            | 163 (120)                               | 95 (70)              | 110 (81)             | 110 (81)                                | 110 (81)                  | 130 (96)             | 160 (118)                               |       |
| au régime de (tr/min)                                |                      |                      |                                         |                      |                                         | 4 000                | 4 000                | 4 000                                   | 4 000                     | 4 000                | 4 000                                   |       |
| Couple maxi (N m)                                    | 220                  | 240                  | 240                                     | 260                  | 260                                     | 240                  | 260                  | 260                                     | 260                       | 320                  | 360                                     |       |
| au régime de (tr/min)                                |                      |                      |                                         |                      |                                         | 1 750                | 1 750                | 1 750                                   | 1 750                     | 1 750                | 1 750                                   |       |
| Boîte de vitesses                                    | Manuelle 6 rapports  | Manuelle 6 rapports  | Robotisée 7 rapports à double embrayage | Manuelle 6 rapports  | Robotisée 7 rapports à double embrayage | Manuelle 6 rapports  | Manuelle 6 rapports  | Robotisée 7 rapports à double embrayage | Manuelle 6 rapports       | Manuelle 6 rapports  | Robotisée 6 rapports à double embrayage |       |
| Vitesse maxi (km/h)                                  | 182                  | 195                  | 195                                     | 200                  | 200                                     | 175                  | 183                  | 183                                     | 184                       | 190                  | 200                                     |       |
| 0-100 km/h (s)                                       |                      |                      |                                         |                      |                                         | 13.7                 | 12.4                 | 12.4                                    | nc                        | 11.4                 | 10.7                                    |       |
| Consommation (en L/100 km) urbain/extra-urbain/mixte | 6.8/4.8/5.4          | 6.8/4.8/5.4          | 6.8/4.8/5.4                             | 6.8/4.8/5.4          | 6.8/4.8/5.4                             | 4.2/3.7/3.9          | 4.2/3.7/3.9          | 4.2/3.9/4.0                             | 4.0/3.4/3.6               | 5.1/4.1/4.5          | 5.0/4.3/4.5                             |       |
| Masse à vide (kg EU)                                 |                      |                      |                                         |                      |                                         |                      | 1 430                | 1 430                                   | 1 518                     | 1 527                | 1 540                                   | 1 540 |
| Émissions de CO2 (en g/km)                           | 122                  | 122                  | 122                                     | 122                  | 122                                     | 100                  | 100                  | 104                                     | 94                        | 116                  | 118                                     |       |

- À partir de septembre 2018 :

Les 1.5 dCi 95 ch et 110 ch Hybrid Assist sont supprimés. Le 1.7 BluedCi arrive et remplacera à terme les 1.5 dCi EDC avec l'arrivée de la boîte automatique.
|                                                      | 1.3 TCe 115          | 1.3 TCe 140          | 1.3 TCe 140                             | 1.3 TCe 160          | 1.3 TCe 160                             | 1.5 dCi 110 EDC                         | 1.6 dCi 160 EDC                         | 1.7 BluedCi 120      | 1.7 BluedCi 150      |
| Dénomination moteur                                  | H5Ht                 | H5Ht                 | H5Ht                                    | H5Ht                 | H5Ht                                    | K9K                                     | R9M                                     | R9N                  | R9N                  |
| ---------------------------------------------------- | -------------------- | -------------------- | --------------------------------------- | -------------------- | --------------------------------------- | --------------------------------------- | --------------------------------------- | -------------------- | -------------------- |
| Carburant                                            | Essence              | Essence              | Essence                                 | Essence              | Essence                                 | Diesel                                  | Diesel                                  | Diesel               | Diesel               |
| Moteur                                               | 4-cylindres en ligne | 4-cylindres en ligne | 4-cylindres en ligne                    | 4-cylindres en ligne | 4-cylindres en ligne                    | 4-cylindres en ligne                    | 4-cylindres en ligne                    | 4-cylindres en ligne | 4-cylindres en ligne |
| Cylindrée (cm³)                                      | 1 330                | 1 330                | 1 330                                   | 1 330                | 1 330                                   | 1 461                                   | 1 600                                   | 1749                 | 1749                 |
| Puissance maxi ch (kW)                               | 116 (85)             | 140 (103)            | 140 (103)                               | 163 (120)            | 163 (120)                               | 110 (81)                                | 160 (118)                               | 120                  | 150                  |
| au régime de (tr/min)                                |                      |                      |                                         |                      |                                         | 4 000                                   | 4 000                                   | 3500                 | 3500                 |
| Couple maxi (N m)                                    | 220                  | 240                  | 240                                     | 260                  | 260                                     | 260                                     | 360                                     | 300                  | 340                  |
| au régime de (tr/min)                                |                      |                      |                                         |                      |                                         | 1 750                                   | 1 750                                   | 1 750                | 1 750                |
| Boîte de vitesses                                    | Manuelle 6 rapports  | Manuelle 6 rapports  | Robotisée 7 rapports à double embrayage | Manuelle 6 rapports  | Robotisée 7 rapports à double embrayage | Robotisée 6 rapports à double embrayage | Robotisée 6 rapports à double embrayage | Manuelle 6 rapports  | Manuelle 6 rapports  |
| Vitesse maxi (km/h)                                  | 182                  | 195                  | 195                                     | 200                  | 200                                     | 183                                     | 200                                     | 195                  | 210                  |
| 0-100 km/h (s)                                       |                      |                      |                                         |                      |                                         | 12.4                                    | 10.7                                    | 14.2                 | 12.1                 |
| Consommation (en L/100 km) urbain/extra-urbain/mixte | 6.8/4.8/5.4          | 6.8/4.8/5.4          | 6.8/4.8/5.4                             | 6.8/4.8/5.4          | 6.8/4.8/5.4                             | 4.2/3.9/4.0                             | 5.0/4.3/4.5                             | ? / ? / 4.9          | ? / ? / 4.9          |
| Masse à vide (kg EU)                                 |                      |                      |                                         |                      |                                         | 1 430                                   | 1 540                                   |                      |                      |
| Émissions de CO2 (en g/km)                           | 122                  | 134                  | 122                                     | 122                  | 122                                     | 104                                     | 118                                     | 127                  | 127                  |

- À partir de décembre 2019 :

En diesel, disparition des 1.5 et 1.6 dCi.
|                                                      | 1.3 TCe 115          | 1.3 TCe 140          | 1.3 TCe 140                             | 1.3 TCe 160                             | 1.7 BluedCi 120                                                | 1.7 BluedCi 150                                                |
| Dénomination moteur                                  | H5Ht                 | H5Ht                 | H5Ht                                    | H5Ht                                    | R9N                                                            | R9N                                                            |
| ---------------------------------------------------- | -------------------- | -------------------- | --------------------------------------- | --------------------------------------- | -------------------------------------------------------------- | -------------------------------------------------------------- |
| Carburant                                            | Essence              | Essence              | Essence                                 | Essence                                 | Diesel                                                         | Diesel                                                         |
| Moteur                                               | 4-cylindres en ligne | 4-cylindres en ligne | 4-cylindres en ligne                    | 4-cylindres en ligne                    | 4-cylindres en ligne                                           | 4-cylindres en ligne                                           |
| Cylindrée (cm³)                                      | 1 330                | 1 330                | 1 330                                   | 1 330                                   | 1749                                                           | 1749                                                           |
| Puissance maxi ch (kW)                               | 116 (85)             | 140 (103)            | 140 (103)                               | 163 (120)                               | 120                                                            | 150                                                            |
| au régime de (tr/min)                                |                      |                      |                                         |                                         | 3500                                                           | 3500                                                           |
| Couple maxi (N m)                                    | 220                  | 240                  | 240                                     | 260                                     | 300                                                            | 340                                                            |
| au régime de (tr/min)                                |                      |                      |                                         |                                         | 1 750                                                          | 1 750                                                          |
| Boîte de vitesses                                    | Manuelle 6 rapports  | Manuelle 6 rapports  | Robotisée 7 rapports à double embrayage | Robotisée 7 rapports à double embrayage | Manuelle 6 rapports ou Robotisée 7 rapports à double embrayage | Manuelle 6 rapports ou Robotisée 7 rapports à double embrayage |
| Vitesse maxi (km/h)                                  | 182                  | 195                  | 195                                     | 200                                     | 195                                                            | 210                                                            |
| 0-100 km/h (s)                                       |                      |                      |                                         |                                         | 14.2                                                           | 12.1                                                           |
| Consommation (en L/100 km) urbain/extra-urbain/mixte | 6.8/4.8/5.4          | 6.8/4.8/5.4          | 6.8/4.8/5.4                             | 6.8/4.8/5.4                             | ? / ? / 4.9                                                    | ? / ? / 4.9                                                    |
| Masse à vide (kg EU)                                 |                      |                      |                                         |                                         |                                                                |                                                                |
| Émissions de CO2 (en g/km)                           | 122                  | 134                  | 122                                     | 122                                     | 127                                                            | 127                                                            |

- À partir du 1er janvier 2021 :

Disparition de tous les moteurs Diesel.
|                                                      | 1.3 TCe 115          | 1.3 TCe 140          | 1.3 TCe 140                             | 1.3 TCe 160                             |
| Dénomination moteur                                  | H5Ht                 | H5Ht                 | H5Ht                                    | H5Ht                                    |
| ---------------------------------------------------- | -------------------- | -------------------- | --------------------------------------- | --------------------------------------- |
| Carburant                                            | Essence              | Essence              | Essence                                 | Essence                                 |
| Moteur                                               | 4-cylindres en ligne | 4-cylindres en ligne | 4-cylindres en ligne                    | 4-cylindres en ligne                    |
| Cylindrée (cm³)                                      | 1 330                | 1 330                | 1 330                                   | 1 330                                   |
| Puissance maxi ch (kW)                               | 116 (85)             | 140 (103)            | 140 (103)                               | 163 (120)                               |
| au régime de (tr/min)                                |                      |                      |                                         |                                         |
| Couple maxi (N m)                                    | 220                  | 240                  | 240                                     | 260                                     |
| au régime de (tr/min)                                |                      |                      |                                         |                                         |
| Boîte de vitesses                                    | Manuelle 6 rapports  | Manuelle 6 rapports  | Robotisée 7 rapports à double embrayage | Robotisée 7 rapports à double embrayage |
| Vitesse maxi (km/h)                                  | 182                  | 195                  | 195                                     | 200                                     |
| 0-100 km/h (s)                                       |                      |                      | 10.5                                    | 10.1                                    |
| Consommation (en L/100 km) urbain/extra-urbain/mixte | 6.8/4.8/5.4          | 6.8/4.8/5.4          | 6.8/4.8/5.4                             | 6.8/4.8/5.4                             |
| Masse à vide (kg EU)                                 |                      |                      |                                         |                                         |
| Émissions de CO2 (en g/km)                           | 122                  | 134                  | 122                                     | 122                                     |

## Finitions
Le Scénic IV comporte 5 finitions :
- Life : Climatisation manuelle avec recyclage de l’air, Régulateur / limiteur de vitesse, Freinage actif d’urgence avec détection piétons, Jantes 20" avec enjoliveur bi-ton, Alerte de survitesse avec reconnaissance des panneaux de signalisation, Rétroviseurs extérieurs à réglage électrique et fonction dégivrante
- Zen : inclut les équipements de la version Life avec : Climatisation automatique bi-zone avec capteur de toxicité, Rangements Easy Life : console centrale coulissante Easy Life avec accoudoir, Tiroir Easy Life (éclairé et réfrigéré), Tablettes Easy Life au dos des sièges avant, Radio multimédia avec écran capacitif 7", Jantes alliage 20" Silverstone
- Business : inclut les équipements de la version Zen avec : Aide au parking avant et arrière, Alerte de détection de fatigue, R-Link 2, avec navigation et cartographie Europe, Rétroviseurs rabattables électriquement avec éclairage d’accueil sous rétroviseurs extérieurs
- Intens : inclut les équipements de la version Zen avec : Multi-Sense avec éclairage d'ambiance, R-Link 2 avec écran tactile vertical 8,7", Caméra de recul, Carrosserie bi-ton
- Initiale Paris : inclut les équipements de la version Intens avec : Grille de calandre étoilée, Sellerie cuir Nappa pleine fleur Camaïeu ou noir, Affichage tête haute, Bose Sound System avec 11 HP

### Séries spéciales
- Limited : Système de navigation R-Link 2, rétroviseurs rabattables électriquement, aide au stationnement avant et arrière, jantes alliage 20 pouces diamantées noir, seuils de portes exclusifs.
- Black Edition : Affichage tête haute, sièges avant chauffants, surtapis, toit panoramique, ciel de toit noir, pédalier en aluminium, seuils de portes spécifiques, jantes noir brillant de 20 pouces, sellerie cuir synthétique Alcantara.
- Trend : écran tactile 7 pouces, navigation, Apple CarPlay et Android Auto, capteurs de pluie et luminosité, climatisation automatique, radars de reculs, alerte de franchissement de ligne, détecteur de fatigue[18].

### Série limitée
- Team Rugby (500 exemplaires)[19]

## Concept-car
Au salon de Genève 2011, Renault présente le troisième concept car réalisé sous la direction de Laurens van den Acker après le DeZir et le Captur. Il s'appelle Renault R-Space et donne un avant-goût de la quatrième génération du Renault Scénic. Ce prototype est équipé d'un moteur turbo essence 3 cylindres de 900 cm3 développant une puissance de 110 ch à 160 N m et une boîte à double embrayage Efficient Dual Clutch donnant un aperçu des motorisations Tce que l'on retrouve sur tous les modèles Renault par la suite. Renault revendique sur ce concept des émissions de CO2 réduites à 95 g/km et une consommation de 3,7 l/100 km.

Renault R-Space
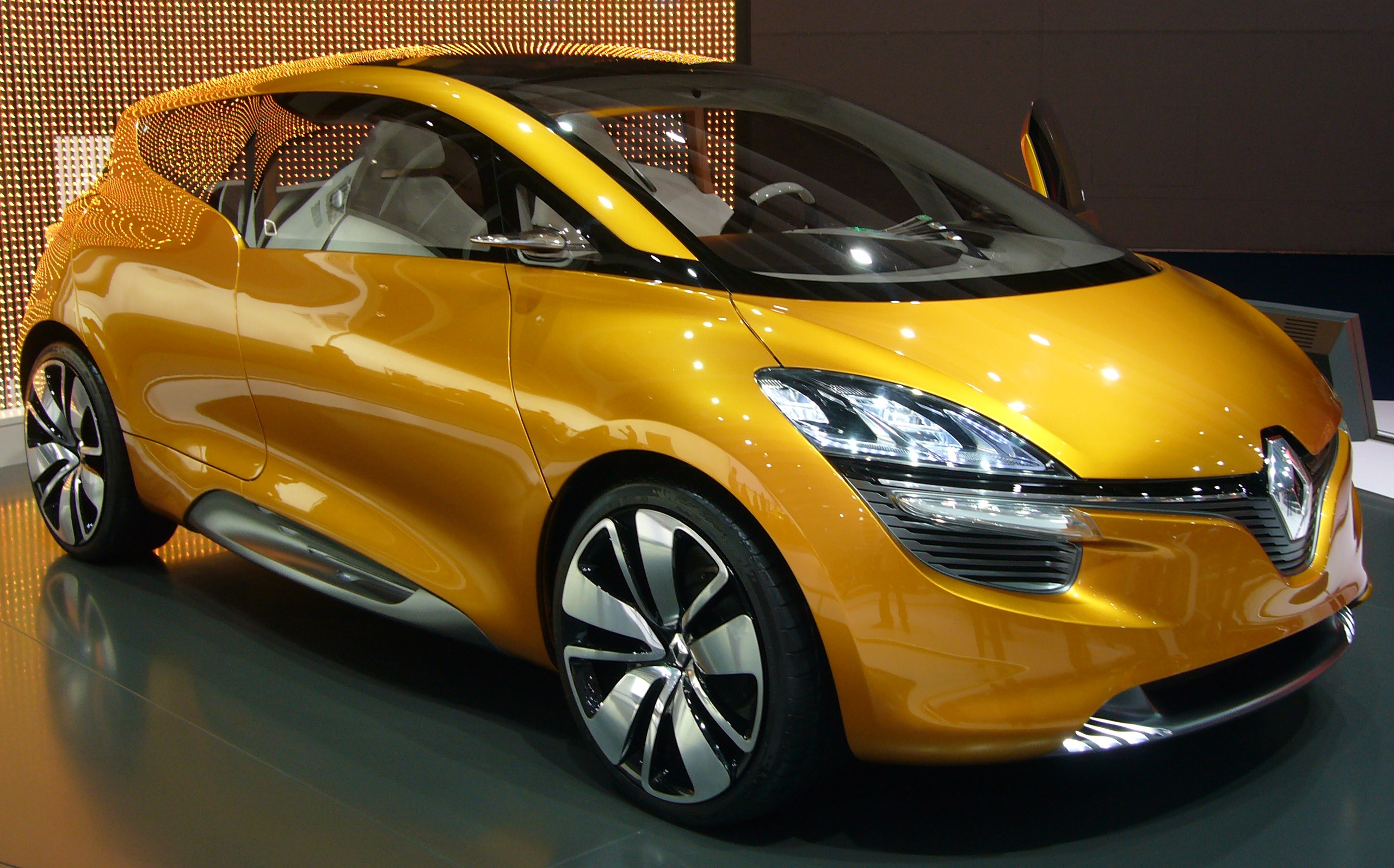
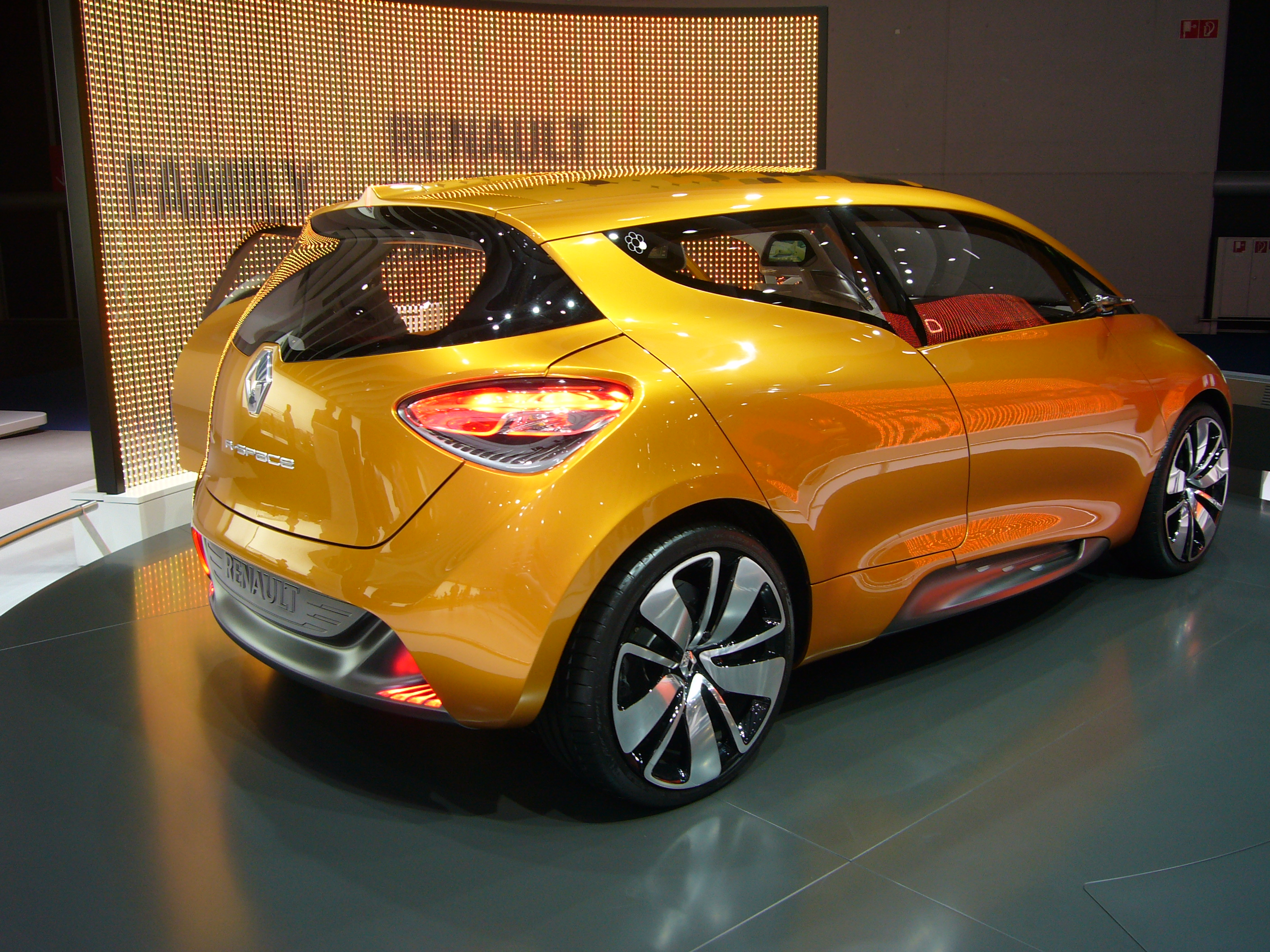
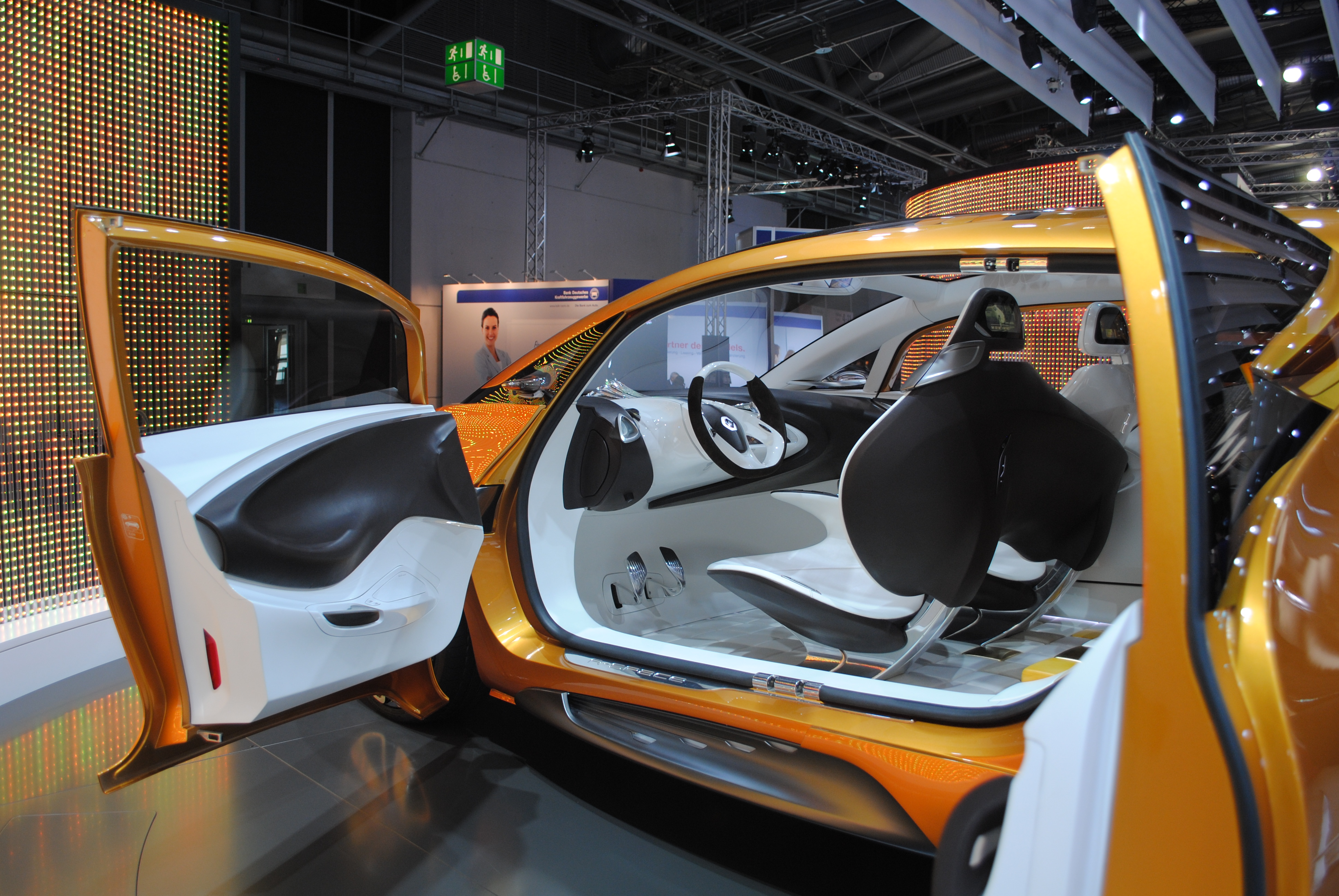